# Sellicks Hill
Sellicks Hill är en ort i Australien. Den ligger i kommunen Onkaparinga och delstaten South Australia, omkring 46 kilometer söder om delstatshuvudstaden Adelaide. Antalet invånare är 412.
Närmaste större samhälle är Aldinga, nära Sellicks Hill. 
Trakten runt Sellicks Hill består till största delen av jordbruksmark. Runt Sellicks Hill är det ganska glesbefolkat, med 29 invånare per kvadratkilometer. Genomsnittlig årsnederbörd är 729 millimeter. Den regnigaste månaden är juni, med i genomsnitt 133 mm nederbörd, och den torraste är december, med 21 mm nederbörd.